# Direito consuetudinário

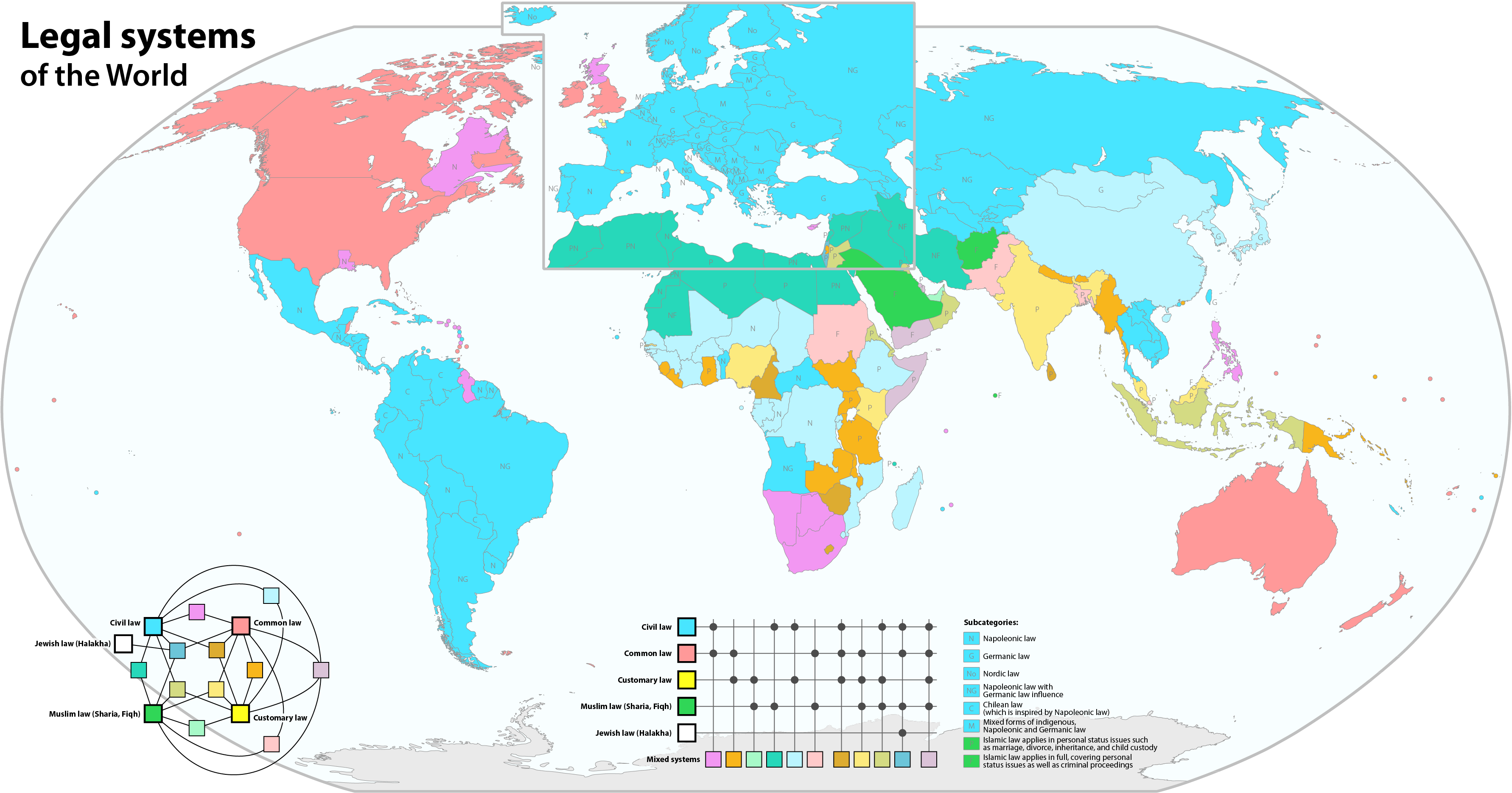
Sistemas legais do mundo

Direito consuetudinário se refere ao conjunto de costumes de uma dada sociedade que é tomado por ela como lei sem que tenha passado por um processo legislativo.